# 장윤정의 도장깨기
《장윤정의 도장깨기》는 2021년 7월 29일부터 LG헬로비전에서 방송되고 있는 텔레비전 프로그램이다. 현재는 종영되었다.

## 도장 스테이지

### 시즌1 Top7
- 한세화
- 하도하
- 최철민
- 박지윤 (우승)
- 최승원
- 박상보
- 이태환